# Пальцево (Руднянский район)
Пальцево — деревня в Руднянском районе Смоленской области России. Входит в состав Смолиговского сельского поселения. Население — 19 жителей (2007 год). 
Расположена в западной части области в 25 км к юго-востоку от Рудни, в 0,5 км севернее автодороги А141 Орёл — Витебск, на берегу реки Лелеква. В 3 км северо-западнее деревни расположена железнодорожная станция Поселковая на линии Смоленск — Витебск. 

## История
В годы Великой Отечественной войны деревня была оккупирована гитлеровскими войсками в июле 1941 года, освобождена в октябре 1943 года.